# ファセオリン
ファセオリン（phaseolin）は、タンパク質であるレクチンの一種。シロインゲンマメなどに含まれる。
一説には炭水化物と一緒に摂るとダイエット効果があるとされ、ファセオリンを含む様々なサプリメントが製造されているが、注意が必要（白いんげん豆食中毒事件を参照）。